# Церкви Удмуртії
Православні храми:
| Назва (рік зведення)                           | Зображення          | Розташування                           | Настоятель                                 |
|                                                |                     | Іжевськ                                |                                            |
| Собор Олександра Невського                     |                     | вул. Горького, 66                      | митрополит Миколай (Шкрумко)               |
| Собор Святого Архістратига Михайла             |                     |                                        | митрополит Миколай (Шкрумко)               |
| Троїцький собор                                |                     | вул. Удмуртська, 220                   | митрополит Миколай (Шкрумко)               |
| Казансько-Богородицька церква                  |                     | вул. Маркса, Красна Гірка              | митрополит Миколай (Шкрумко)               |
| Свято-Успенська церква (1916)                  |                     | вул. Телегіна, 54                      | митрофорний протоієрей Євгеній Лаптєв      |
| Хрестовоздвиженська церква                     |                     | пров. Широкий                          | архімандрит Матвій (Орлов)                 |
| Пантелеймонівська церква                       |                     | вул. Праці, лікарня автозаводу         | священик Федір Ангеліч                     |
| Церква Дмитра Донського                        |                     | навчальний центр МВС                   | священик Сергій Шерман                     |
| Церква сповідників та новомучеників Російських |                     | Липовий гай                            | священик Володимир Носков                  |
| Церква святих Царствених мучеників             |                     | вул. Удмуртська, Північний цвинтар     | священик Віктор Сергієв                    |
|                                                |                     | Алнаський район                        |                                            |
| Троїцька церква                                |                     | село Алнаші, вул. Леніна, 25           | протоієрей Михайло Іванов                  |
| Микольська церква                              |                     | село Варзі-Ятчи                        | священик Микола Сапожников                 |
| Покровська церква                              |                     | село Стара Юм'я, вул. Леніна, 25       | протоієрей Сергій Жариков                  |
| Софійська церква                               |                     | село Новотроїцький                     | ієромонах Лаврентій (Котельников)          |
|                                                |                     | Балезінський район                     |                                            |
| Казансько-Богородицька церква                  |                     | смт Балезино, вул. Кошового, 8         | протоієрей Павло Бєлокрилов                |
| Трифонівська церква                            |                     | село Кам'яне Заділля                   |                                            |
|                                                |                     | Вавозький район                        |                                            |
| Микольська церква                              |                     | село Вавож, вул. Інтернаціональна, 43  | священик Сергій Князев                     |
| Вознесенська церква                            |                     | село Водзимоньє                        | священик Олександр Щоткін                  |
| Петропавлівська церква                         |                     | село Тиловил-Пельга                    | священик Олександр Дружинін                |
|                                                |                     | Воткінський район                      |                                            |
| Благовіщенський собор                          |                     | місто Воткінськ, вул. Кірова, 1        | протоієрей Валерій Бєлокрилов              |
| Преображенська церква                          |                     | місто Воткінськ, вул. Піонерів, 3      | протоієрей Валерій Бєлокрилов              |
| Пантелеймонівська церква                       |                     | місто Воткінськ, вул. Крилова, 16      | протоієрей Олексій Бєлоногов               |
| Покровська церква                              |                     | село Іюльське                          | священик Олег Зайцев                       |
| Свято-Успенський жіночий монастир              | Файл:Перевозне6.jpg | село Перевозне                         | ігумен Сілуан (Бояров)                     |
| Покровська церква                              |                     | смт Новий, вул. Польова, 3             | ігумен Іларіон (Корляков)                  |
| Петро-Павлівська церква                        |                     | село Світле, вул. Жовтнева             | ігумен Віктор Батухтин                     |
|                                                |                     | Глазовський район                      |                                            |
| Преображенська церква                          |                     | місто Глазов, пл. Свободи, 10          | протоієрей Виктор (Сергеев)                |
| Георгієвська церква                            |                     | місто Глазов, мікрорайон Сига          | священик Владислав Пасинков                |
|                                                |                     | Граховський район                      |                                            |
| Христоріздвяна церква                          |                     | село Грахово                           | протоієрей Геннадій Філіппов               |
| Пророко-Іллінська церква                       |                     | село Новогорське                       | священик Андрій Філіппов                   |
|                                                |                     | Дебьоський район                       |                                            |
| Троїцька церква                                |                     | село Дебьоси, вул. Радянська 134       | священик Георгій Кириллов                  |
| Стрітенська церква (1899)                      |                     | село Велика Чепца                      | священик Георгій Кириллов                  |
|                                                |                     | Зав'яловський район                    |                                            |
| Микольська церква                              |                     | село Зав'ялово, вул. Жовтнева          | протоієрей Сергій Кондаков                 |
| Ризоположенська церква                         |                     | село Люк                               | священик Веніамін Глухих                   |
| Петропавлівська церква                         |                     | село Люк                               | священик Веніамін Глухих                   |
| Воскресенська церква                           |                     | село Підшивалово                       | протоієрей Віктор Коньшин                  |
| Покровська церква                              |                     | село Юськи                             | священик Сергій Лялін                      |
| Преображенська церква                          |                     | село Ягул                              | священик Михайло Карпеєв                   |
| Козьмо-Демьянівська церква                     |                     | село Бабино                            | протоієрей В'ячеслав Кормишаков            |
| Богоявленська церква                           |                     | село Гольяни                           | священик Андрій Бушков                     |
| Покровська церква                              |                     | село Пальники                          | протоієрей В'ячеслав Кормишаков            |
|                                                |                     | Ігринський район                       |                                            |
| Іоанно-Богословська церква                     |                     | смт Ігра, вул. Комунальна, 4           | протоієрей Павло Бєлокрилов                |
| Митрофанівська церква                          |                     | село Зура, вул. Леніна, 6              | протоієрей Павло Бєлокрилов                |
|                                                |                     | Камбарський район                      |                                            |
| Церква Успіння Пресвятої Богородиці            |                     | місто Камбарка, вул. Радянська, 13     | протоієрей Федір Секретарьов               |
| Микольська церква                              |                     | село Єршовка, вул. Радянська, 47       | священик Олексій Новоселов                 |
|                                                |                     | Каракулінський район                   |                                            |
| Пантелеймонівська церква                       |                     | село Каракуліно, вул. Каманіна, 2      | священик Євгеній Ядров                     |
| Різдвяно-Богородицька церква                   |                     | село Колесниково, вул. Рибацька, 1     | священик Володимир Гаревських              |
| Церква Христа Спасителя                        |                     | село Биргинда                          | священик Володимир Гаревських              |
|                                                |                     | Кезький район                          |                                            |
| Христоріздвяна церква                          |                     | село Кез, вул. Радянська, 6            | священик Сергій Миронов                    |
| Стрітенська церква                             |                     | село Тортим                            | священик Сергій Миронов                    |
|                                                |                     | Кізнерський район                      |                                            |
| Троїцька церква                                |                     | селище Кізнер, вул. Первомайська, 93   | митрофорний протоієрей Микола Луговий      |
| Свято-Троїцька церква                          |                     | село Бемиж, пров. Комунальний          | протоієрей Геннадій Філіппов               |
| Успенська церква                               |                     | село Короленко                         |                                            |
|                                                |                     | Кіясовський район                      |                                            |
| Микольська церква                              |                     | село Данилово                          | протоієрей В'ячеслав Кормишаков            |
|                                                |                     | Красногорський район                   |                                            |
| Покровська церква                              |                     | село Красногорське, вул. Леніна, 66    | протоієрей Сергій Мінеєв                   |
| Іллінська церква                               |                     | село Василевське                       | протоієрей Віталій Жучков                  |
| Спасська церква                                |                     | село Кокман                            | протоієрей Сергій Мінеєв                   |
|                                                |                     | Малопургинський район                  |                                            |
| Михайло-Архангельська церква                   |                     | село Мала Пурга, вул. Радянська, 44    | священик Євгеній Бабуркин                  |
| Іллінська церква                               |                     | село Ільїнське, вул. Садова, 29        | священик В'ячеслав Ніколаєв                |
| Мало-Дивеєвський Серафимовський монастир       |                     | село Нор'я                             | архімандрит Василід (Пєшков)               |
| Іллінська церква                               |                     | село Бураново                          | священик Михайло Буранов                   |
|                                                |                     | Можгинський район                      |                                            |
| Михайло-Архангельська церква                   |                     | місто Можга, вул. Жовтнева, 20         | ігумен Веніамін (Крюков)                   |
| Свято-Миколаївська церква                      |                     | місто Можга                            | митрофорний протоієрей Микола Ангеліч      |
| Троїцька церква                                |                     | село Велика Уча, вул. Садова, 1        | священик Сергій Сорокін                    |
| Казансько-Богородицька церква                  |                     | село Велика Кіб'я                      | протоієрей Сімеон Бояров                   |
| Введенсько-Богородицька церква                 |                     | село Нинек                             | священик Євгеній Спиридонов                |
| Микольська церква                              |                     | село Поршур                            | митрофорний протоієрей Віктор Максютин     |
| Олександро-Невська церква                      |                     | село Руський Пичас, вул. Леніна, 25    | архімандрит Василід (Пєшков)               |
| Володимирська церква                           |                     | село Пичас, вул. Комунальна, 30        | архімандрит Василід (Пєшков)               |
|                                                |                     | Сарапульський район                    |                                            |
| Воскресенська церква                           |                     | місто Сарапул, вул. Гоголя, 1          | митрофорний протоієрей В'ячеслав Остроумов |
| Церква Ксенії Петербурзької                    |                     | місто Сарапул, вул. Горького, 74       | протоієрей Олег Остроумов                  |
| Церква Миколи Чудотворця                       |                     | місто Сарапул, Старцева гора           |                                            |
| Преображенська церква                          |                     | село Мазунино                          | священик Віктор Дмитрієвський              |
| Троїцька церква                                |                     | село Мостове                           | священик Володимир Жижин                   |
| Богоявленська церква                           |                     | село Нечкино                           | священик Веніамін Бобилєв                  |
| Успенська церква                               |                     | село Яромаска                          | протоієрей Володимир Харін                 |
|                                                |                     | Селтинський район                      |                                            |
| Костянтино-Оленинська церква                   |                     | село Селти, вул. Першотравнева, 1      | протоієрей Ігор Зорін                      |
|                                                |                     | Сюмсинський район                      |                                            |
| Казансько-Богородицька церква                  |                     | село Сюмсі, вул. Радянська, 20         | священик Володимир Бобров                  |
| Благовіщенська церква                          |                     | село Кільмезь, вул. Гагаріна, 26       | священик Михайло В'яткин                   |
|                                                |                     | Увинський район                        |                                            |
| Іоано-Кронштадтська церква                     |                     | смт Ува, вул. Радянська, 3             | протоієрей Ігор Зорін                      |
| Богоявленська церква                           |                     | село Нилга                             | протоієрей Євгеній Калчев                  |
| Вознесенська церква                            |                     | село Булай                             | протоієрей Євгеній Калчев                  |
| Михайло-Архангельська церква                   |                     | село Сям-Можга                         | священик Сергій Пєстов                     |
| Олександро-Невський церква (1894)              |                     | село Удугучин                          | митрофорний протоієрей Валентин Сіманов    |
|                                                |                     | Шарканський район                      |                                            |
| Петро-Павлівська церква                        |                     | село Шаркан, вул. Леніна, 49           | священик Олексій Спаський                  |
| Іоано-Предтечинська церква                     |                     | село Сюрсовай                          | священик Олексій Спаський                  |
| Христоріздвяна церква                          |                     | село Зюзино                            | священик Володимир Петров                  |
|                                                |                     | Юкаменський район                      |                                            |
| Троїцька церква                                |                     | село Юкаменське, вул. Першотравнева, 4 | священик Іван Малигін                      |
|                                                |                     | Якшур-Бодьїнський район                |                                            |
| Микольська церква                              |                     | село Якшур-Бодья                       | священик Володимир Кунаєв                  |
| Троїцька церква                                |                     | село Кекоран, вул. Радянська, 30       | священик Георгій Єльцов                    |
| Казансько-Богородицька церква                  |                     | село Старі Зятці                       | священик Георгій Єльцов                    |
|                                                |                     | Ярський район                          |                                            |
| Микольська церква                              |                     | смт Яр, вул. Радянська, 44             | священик Андрій Мальцев                    |
| Стрітенська церква                             |                     | село Пудем, вул. Кірова, 23            | священик Андрій Мальцев                    |